# Nicola Ceravolo
Nicola Ceravolo (Soriano Calabro, 13 ottobre 1907 – Catanzaro, 20 maggio 1988) è stato un dirigente sportivo italiano.

## Biografia
Ha ricoperto le cariche di presidente del Catanzaro e vicepresidente della FIGC.
Nel 1932, a 24 anni, non ancora laureato in giurisprudenza, Ceravolo entrò nel direttivo della società catanzarese, un anno più tardi i giallorossi furono promossi in Serie B, prima società calabrese a riuscire nell'impresa. Entrato da consigliere, diventato rapidamente vicepresidente, Ceravolo prese in mano le redini societarie nel 1958.
Restò alla presidenza del club giallorosso per vent'anni, ricoprendo nel frattempo cariche di prestigio nella Federcalcio e in Lega, collaborando con dirigenti di altissimo livello come Renato Dall'Ara, Angelo Moratti e il conte Alberto Rognoni. Sotto la sua presidenza il Catanzaro giunse alla finale di Coppa Italia nel 1965-1966, dopo aver battuto nell'ordine Napoli, Lazio, Torino e Juventus, sconfitta solo nella finale di Roma dalla Fiorentina dopo i tempi supplementari. Inoltre, nel 1971, il Catanzaro fu la prima squadra calabrese a conquistare la Serie A, e nei successivi dodici anni la squadra disputò sette campionati di massima divisione, sfiorando, nel 1982, la qualificazione UEFA e una nuova finale di Coppa Italia.
Nicola Ceravolo resta l'artefice principale del miracolo Catanzaro, piccola squadra del Sud che per trent'anni, praticamente senza soluzione di continuità, seppe mantenere il suo posto nel grande calcio e dette vita ad un fenomeno di rappresentatività di portata internazionale.
Ceravolo lasciò la poltrona del comando ad Adriano Merlo. Rientrò nella società successivamente, richiamato da Pino Albano.
È scomparso nel 1988 all'età di 80 anni a seguito di un tumore cerebrale . A lui è intitolato lo stadio Nicola Ceravolo di Catanzaro.